# كامبومادجوري
كامبومادجوري (بالإيطالية: Campomaggiore)‏ هي بلدية في مقاطعة بوتنسا في إقليم بازيليكاتا الإيطالي.

## السكان
في سنة 1861 بلغ عدد السكان 1٬363 نسمة، وتطور العدد ليصل في سنة 2011 لـ 851 نسمة.
يظهر هذا المخطط البياني تطور النمو السكاني لـ كامبومادجوري

## توأمة
لكامبومادجوري اتفاقيات توأمة مع:
- تشيزانو ماديرنو